# Delphos (Ohio)
Delphos is een plaats (city) in de Amerikaanse staat Ohio, en valt bestuurlijk gezien onder Allen County en Van Wert County.

## Demografie
Bij de volkstelling in 2000 werd het aantal inwoners vastgesteld op 6944.
In 2006 is het aantal inwoners door het United States Census Bureau geschat op 6816, een daling van 128 (-1,8%).

## Geografie
Volgens het United States Census Bureau beslaat de plaats een oppervlakte van
7,5 km², geheel bestaande uit land. Delphos ligt op ongeveer 237 m boven zeeniveau.

## Geboren
- Neely Edwards (1883-1965), acteur

## Plaatsen in de nabije omgeving
De onderstaande figuur toont nabijgelegen plaatsen in een straal van 16 km rond Delphos.